# Cosmia polymorpha
Cosmia polymorpha är en fjärilsart som beskrevs av Elliot C.G. Pinhey 1968. Cosmia polymorpha ingår i släktet Cosmia och familjen nattflyn. Inga underarter finns listade i Catalogue of Life.